# La police des mineurs intervient
Pour plus de détails, voir Fiche technique et Distribution.
La police des mineurs intervient (Berlin – Ecke Schönhauser…) est un film policier est-allemand réalisé par Gerhard Klein, sorti en 1957.
Le film a engrangé 1,5 million de spectateurs dans les douze premières semaines d'exploitation en Allemagne de l'Est. En 1995, un groupe de critiques et de journalistes du cinéma l'ont choisi parmi leur liste des 100 films allemands les plus importants de tous les temps.

## Synopsis
Dieter, Kohle, Karl-Heinz et Angela font partie d'un groupe de semi-drogués qui se réunissent régulièrement sous le viaduc du métro de la Schönhauser Allee pour y passer l'après-midi. Une épreuve de courage a lieu, au cours de laquelle Kohle brise un lampadaire d'un jet de pierre en échange d'un Westmark promis. Ils finissent par être arrêtés par la police.
Les jeunes font partie de la bande pour des raisons très différentes : Dieter a certes un métier, mais il veut vivre sa liberté. Il refuse catégoriquement d'adhérer à la Jeunesse libre allemande et est également en conflit permanent avec son frère aîné, qui travaille comme policier. Il a perdu ses parents pendant la Seconde Guerre mondiale. Kohle fuit son beau-père toujours ivre et violent et, en échec scolaire, n'a pratiquement aucune chance de suivre une formation professionnelle. Karl-Heinz a abandonné l'école parce que ses parents aisés voulaient en fait s'enfuir à l'Ouest. Mais ils ne veulent pas abandonner les maisons dont ils ont hérité en RDA et repoussent sans cesse leur fuite. Karl-Heinz prévoit donc de s'enfuir seul et se retrouve sur la mauvaise voie en volant des cartes d'identité est-allemandes pour des receleurs de Berlin-Ouest. Dieter, qu'il met au courant de ses agissements et veut recruter comme partenaire, refuse. Il aime Angela, qui est cependant en conflit permanent avec sa mère. Cette dernière a une relation avec son supérieur marié, et Angela doit toujours quitter l'appartement lorsqu'il vient lui rendre visite.
Lorsque Karl-Heinz vole une carte d'identité en se rendant dans une discothèque, Dieter est lui aussi soupçonné. Karl-Heinz entre dans la clandestinité et se rend à Berlin-Ouest, où il tue un homme lors d'un coup des receleurs. Il retourne chez ses parents pour leur extorquer de l'argent avec lequel il compte s'enfuir définitivement. Kohle et Dieter apprennent que Karl-Heinz est revenu et veulent le confronter au sujet de la carte d'identité qu'il a volée. Lorsque Karl-Heinz les menace tous les deux avec un revolver, Kohle l'assomme.
Pensant qu'ils ont tué Karl-Heinz, Kohle et Dieter s'enfuient précipitamment vers Berlin-Ouest et sont placés dans un camp d'accueil pour réfugiés de RDA. Dieter ne tarde pas à regretter sa fuite, car il se languit d'Angela, qui est enceinte de lui, et devient un paria dans le camp. Lorsque Kohle doit être expulsé sans lui vers la République fédérale, il boit un mélange de café et de tabac censé provoquer de la fièvre et le rendre ainsi incapable de voyager. Le lendemain, Kohle est mort, empoisonné par la potion fortement dosée.
Dieter retourne à Berlin-Est et explique le contexte au commissaire, qui le connaît pour l'avoir déjà vu se battre avec des semi-drogués. Il apprend que Karl-Heinz a entre-temps été condamné à Berlin-Ouest à dix ans de prison pour homicide. Dieter peut rentrer chez lui et retrouver Angela.

## Fiche technique
- Titre original : Berlin – Ecke Schönhauser… ou Wo wir nicht sind, Freunde
- Titre français : La police des mineurs intervient ou Berlin, carrefour Schönhauser[4] ou Berlin, à l'angle de la Schönhauser[5]
- Réalisateur : Gerhard Klein
- Scénario : Wolfgang Kohlhaase
- Photographie : Wolf Göthe
- Montage : Evelyn Carow (de)
- Direction artistique : Oskar Pietsch
- Musique : Günter Klück (de)
- Sociétés de production : Deutsche Film AG
- Pays de production :  Allemagne de l'Est
- Langue de tournage : allemand
- Format : Noir et blanc - 1,33:1 - Son mono - 35 mm
- Durée : 82 minutes (1h22)
- Genre : Film policier
- Dates de sortie :
  - Allemagne de l'Est : 30 août 1957
  - Hongrie : 23 janvier 1958

## Distribution
- Ekkehard Schall : Dieter
- Ilse Pagé : Angela
- Harry Engel (de) : Karl-Heinz
- Ernst Schwill (de) : Kohle
- Helga Göring : la mère d'Angela
- Raimund Schelcher : Commissaire de la Volkspolizei
- Erika Dunkelmann (de) : la mère de Kohle
- Maximilian Larsen (de) : le beau-père de Kohle
- Ingeborg Beeske : la mère de Karl-Heinz
- Siegfried Weiss (de) : le père de Karl-Heinz
- Manfred Borges (de) : le frère de Dieter